# Semana de Cine de Melilla
La Semana de Cine de Melilla es un certamen cinematográfico anual que se celebra cada mes de mayo en la ciudad autónoma de Melilla, España. Organizado por la Consejería de Cultura, el evento combina proyecciones de cine nacional e internacional con actividades culturales y entrega de premios, como el Premio José Sacristán y, desde 2025, el Premio Internacional Ciudad de Melilla.

## Historia
La Semana de Cine de Melilla es un festival cinematográfico anual que se celebra en la ciudad autónoma de Melilla desde su primera edición en mayo de 2009. Organizado por la Consejería de Cultura de Melilla, el evento tiene como objetivo promover la cultura audiovisual y el cine en la región.
Aunque su formato actual comenzó en 2009, Melilla ya contaba con antecedentes cinematográficos desde décadas anteriores. Entre ellos destaca la Semana Internacional de Cine de Melilla, que tuvo lugar en la década de 1970. En su sexta edición, celebrada en 1981, el certamen presentó un ciclo temático centrado en los fenómenos paranormales, lo que evidenciaba un enfoque cultural diverso y experimental para la época.
En cada edición se proyectan más de 20 títulos nacionales e internacionales en espacios como el Teatro Kursaal-Fernando Arrabal y el Teatro-Cine Perelló. Además, el festival incluye actividades paralelas como mesas redondas, cinefórum y conciertos vinculados al cine.
Uno de los principales galardones del festival es el Premio José Sacristán, anteriormente conocido como Premio Ciudad de Melilla, instaurado en 2017. Ha sido otorgado a figuras del cine español como Aitana Sánchez-Gijón, Marisa Paredes, Miguel Rellán, Mónica Randall, Daniel Guzmán, María Barranco, Fernando Méndez-Leite, Juan Echanove y Adriana Ozores.
En 2025, el festival amplió su proyección internacional con la creación del Premio Internacional Ciudad de Melilla, destinado a reconocer la trayectoria de figuras destacadas del cine mundial. En su primera edición, el galardón fue entregado al actor mexicano Diego Luna, en reconocimiento a su carrera y contribución al cine global. La entrega tuvo lugar durante la gala de clausura de la XVII edición del festival, celebrada del 6 al 12 de mayo de 2025.

## Organización
La Semana de Cine de Melilla está organizada por la Consejería de Cultura, Patrimonio Cultural y del Mayor de la Ciudad Autónoma de Melilla, que se encarga de la planificación, coordinación y ejecución del evento. El festival se celebra anualmente en el mes de mayo, y tiene como sede principal el Teatro Kursaal-Fernando Arrabal, donde se realizan muchas de las proyecciones y actos oficiales. Las oficinas administrativas del festival también se encuentran en este espacio cultural.
El evento se financia a través de una combinación de subvenciones públicas y patrocinios privados. Entre las entidades públicas que aportan fondos destacan el Ayuntamiento de Melilla y el Ministerio de Cultura. Por su parte, empresas privadas y organizaciones locales también colaboran en el sostenimiento del certamen. En ediciones anteriores, marcas como Renault y Toyota han proporcionado apoyo logístico mediante la cesión de vehículos, y se ha contado con la participación de la Asociación de Empresarios de Hostelería de Melilla, que ha promovido iniciativas conjuntas entre el cine y la gastronomía local.
Además de las proyecciones de cine nacional e internacional, la organización promueve actividades paralelas como mesas redondas, presentaciones, talleres y conciertos. La Consejería de Cultura también se encarga de la promoción y difusión del evento tanto en medios locales como nacionales, contribuyendo así a consolidar la Semana de Cine como un referente cultural de la ciudad.

## Premios

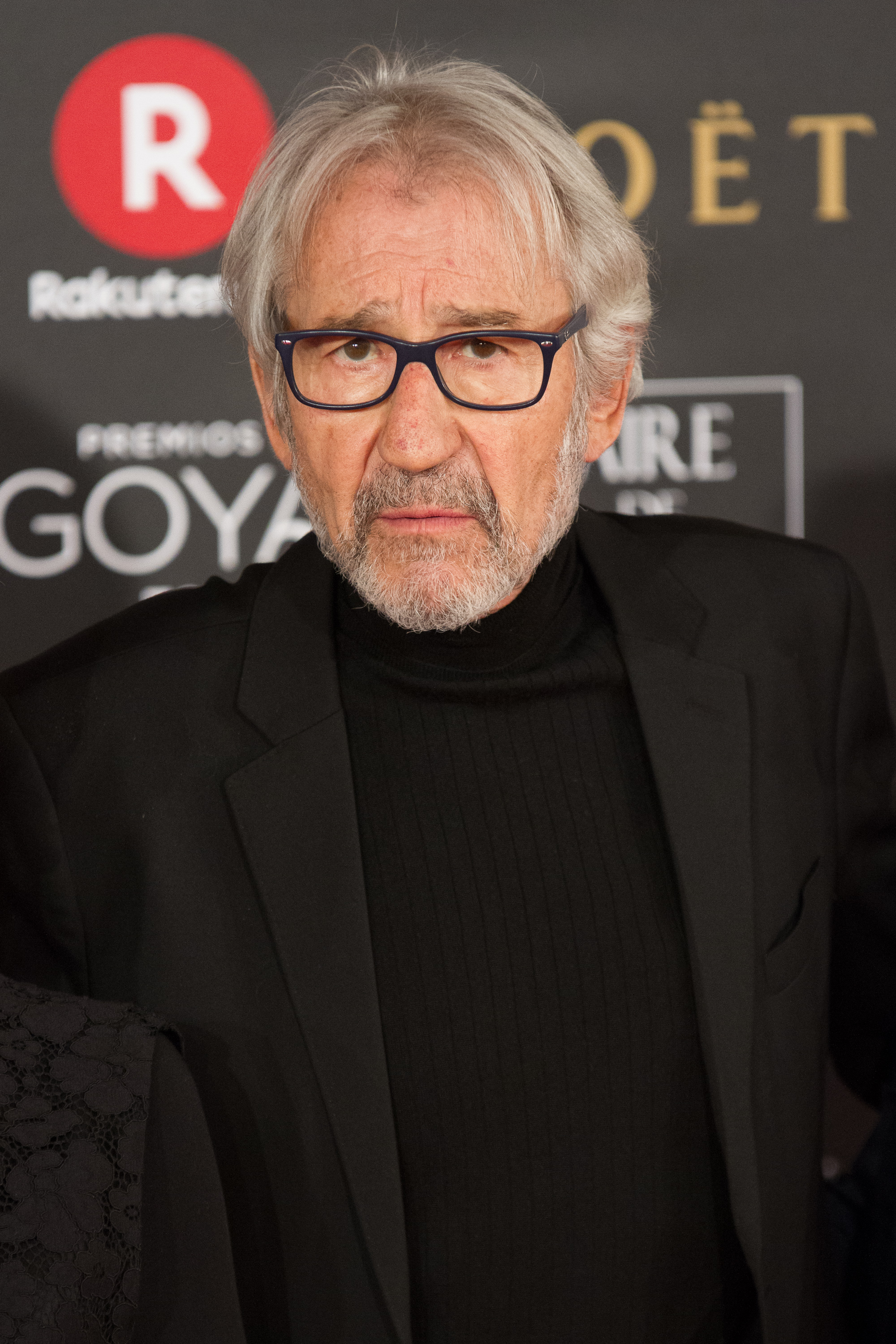
José Sacristán, Premio José Sacristán en 2017

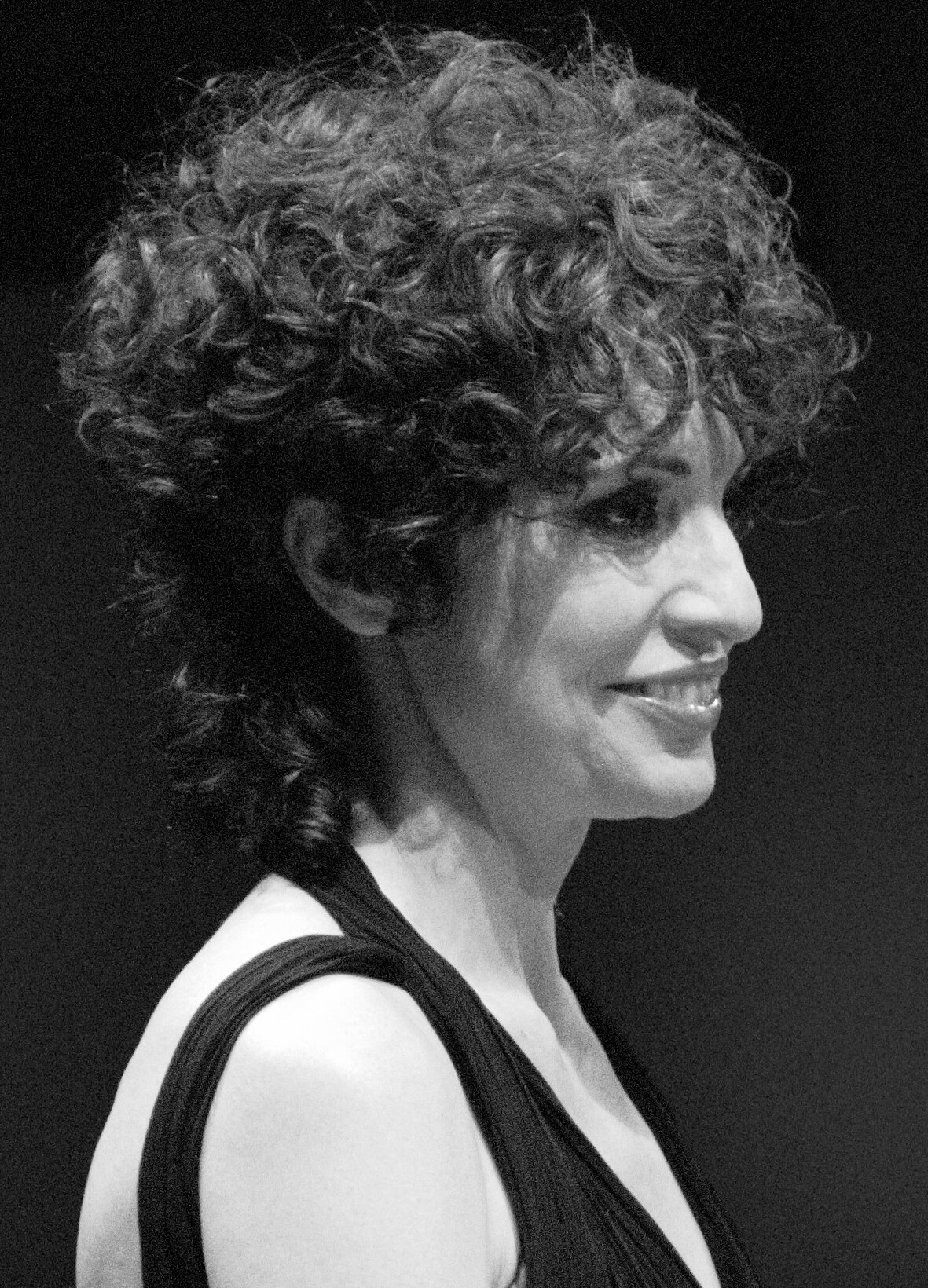
Adriana Ozores, Premio José Sacristán en 2025

### Premios oficiales
La Semana de Cine de Melilla otorga varios premios oficiales en reconocimiento a la trayectoria y contribución al cine español e internacional. Estos galardones son entregados por un jurado compuesto por destacadas figuras del mundo del cine y se conceden únicamente a las películas presentadas en la Sección Oficial del festival.

### Categorías vigentes
| Premio                                          | Concedido desde          | Notas |
| ----------------------------------------------- | ------------------------ | ----- |
| Premio de Cortometrajes Manuel Carmona Mir      | (2007)                   |       |
| Premio Ciudad de Melilla                        | 1ª edición (2009)        |       |
| Premio José Sacristán                           | 9ª edición (2017)        |       |
| Premio Internacional Ciudad de Melilla          | 17ª edición (2025)       |       |
| Premio Especial de la Semana de Cine de Melilla | Concedido ocasionalmente |       |

## Ediciones

### Años 2000
| Edición    | Calendata | Presentadores | Premio José Sacristán | Premio Ciudad de Melilla | Premio Internacional Ciudad de Melilla | Premio de Cortometrajes Manuel Carmona Mir | Lugar de la ceremonia           | Notas |
| ---------- | --------- | ------------- | --------------------- | ------------------------ | -------------------------------------- | ------------------------------------------ | ------------------------------- | ----- |
| 1ª edición | 2009      |               | ---                   |                          | ---                                    |                                            | Teatro Kursaal-Fernando Arrabal |       |

### Años 2010
| Edición     | Calendata          | Presentadores | Premio José Sacristán | Premio Ciudad de Melilla                                                  | Premio Internacional Ciudad de Melilla | Premio de Cortometrajes Manuel Carmona Mir                          | Lugar de la ceremonia           | Notas                                     |
| ----------- | ------------------ | ------------- | --------------------- | ------------------------------------------------------------------------- | -------------------------------------- | ------------------------------------------------------------------- | ------------------------------- | ----------------------------------------- |
| 2ª edición  | 2010               |               | ---                   |                                                                           | ---                                    |                                                                     | Teatro Kursaal-Fernando Arrabal |                                           |
| 3ª edición  | 2011               |               | ---                   |                                                                           | ---                                    | León Siminiani, Antonio Palomino y Roberto Alfaro                   | Teatro Kursaal-Fernando Arrabal |                                           |
| 4ª edición  | 2012               |               | ---                   |                                                                           | ---                                    | María Adánez, Alejandro Alvarado, Concha Barquero y Bernabé Rico    | Teatro Kursaal-Fernando Arrabal |                                           |
| 5ª edición  | 2013               |               | ---                   | Mario Casas                                                               | ---                                    | Gracia Querejeta, David Planel y José Oña y Alejandro López Capilla | Teatro Kursaal-Fernando Arrabal |                                           |
| 6ª edición  | 2014               |               | ---                   | Antonio Resines y Dani Rovira                                             | ---                                    | Miguel Ángel Carmona                                                | Teatro Kursaal-Fernando Arrabal |                                           |
| 7ª edición  | 2015               |               | ---                   | Ángela Molina y Maribel Verdú                                             | ---                                    | Manuel Jesús Pérez                                                  | Teatro Kursaal-Fernando Arrabal |                                           |
| 8ª edición  | 21 de mayo de 2016 |               | ---                   | José Sacristán                                                            | ---                                    | Laura Jou                                                           | Teatro Kursaal-Fernando Arrabal | Premio especial a José Sacristán          |
| 9ª edición  | 25 de mayo de 2017 |               | Ana Belén             | Raúl Arévalo                                                              | ---                                    | Cucho López Capilla                                                 | Teatro Kursaal-Fernando Arrabal |                                           |
| 10ª edición | 19 de mayo de 2018 |               | Aitana Sánchez-Gijón  | Irene Escolar y Anna Castillo                                             | ---                                    | Lino Escalera y Raul Aibar                                          | Teatro Kursaal-Fernando Arrabal | Veronica Forqué recibe un premio especial |
| 11ª edición | 3 de mayo de 2019  |               | Marisa Paredes        | Jorge Sanz, Ariadna Gil, Rafa Cobos, Alberto Rodríguez y Álvaro Cervantes | ---                                    | Fran Antón y Alejandra Nogales                                      | Teatro Kursaal-Fernando Arrabal |                                           |

### Años 2020
| Edición     | Calendata                | Presentadores                      | Premio José Sacristán                   | Premio Ciudad de Melilla                  | Premio Internacional Ciudad de Melilla | Premio de Cortometrajes Manuel Carmona Mir       | Lugar de la ceremonia           | Notas |
| ----------- | ------------------------ | ---------------------------------- | --------------------------------------- | ----------------------------------------- | -------------------------------------- | ------------------------------------------------ | ------------------------------- | ----- |
| 12ª edición | 2020                     | Fran Antón                         | Miguel Rellán                           | Clara Lago y Emma Suárez                  | ---                                    | Ceres Machado y Cucho López Capilla              | Teatro Kursaal-Fernando Arrabal |       |
| 13ª edición | 11 de septiembre de 2021 | María Hevás y Fran Antón           | Mónica Randall                          | Javier Gutiérrez y Luis Tosar             | ---                                    | Roberto Pérez Toledo                             | Teatro Kursaal-Fernando Arrabal |       |
| 14ª edición | 15 de mayo de 2022       |                                    | Fiorella Faltoyano y Mercedes Sampietro | Carolina Yuste y Daniel Guzmán            | ---                                    | Cristina Guillén, Javier Pereira y Daniel Guzmán | Teatro Kursaal-Fernando Arrabal |       |
| 15ª edición | 22 de abril de 2023      |                                    | María Barranco y Fernando Méndez-Leite  | Marta Hazas y Nathalie Poza               | ---                                    | Miguel Azurmendi Gómez                           | Teatro Kursaal-Fernando Arrabal |       |
| 16ª edición | 11 de mayo de 2024       | Cristina Gallego y Helena Ezquerro | Juan Echanove                           | Ricardo Gómez, Elena Anaya y Arturo Valls | ---                                    | Raúl Monge Sancho                                | Teatro Kursaal-Fernando Arrabal |       |
| 17ª edición | 5 de mayo de 2025        | Ana Ruth Resco y Daniel Ibáñez     | Adriana Ozores                          | Pepón Nieto y Lola Dueñas                 | Diego Luna                             | Lucía Jiménez                                    | Teatro Kursaal-Fernando Arrabal |       |

## Sedes

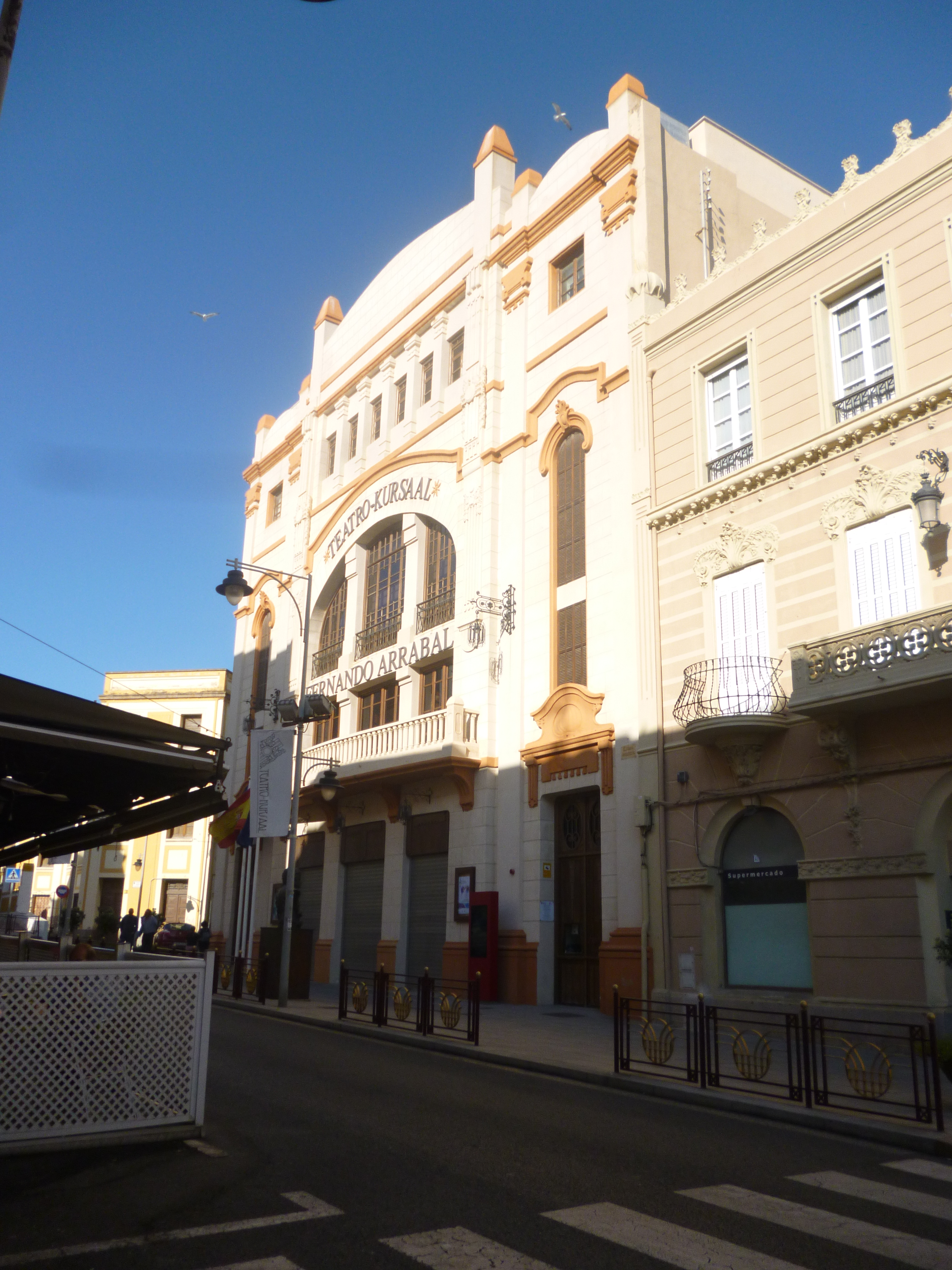
Fachada del Teatro Kursaal-Fernando Arrabal

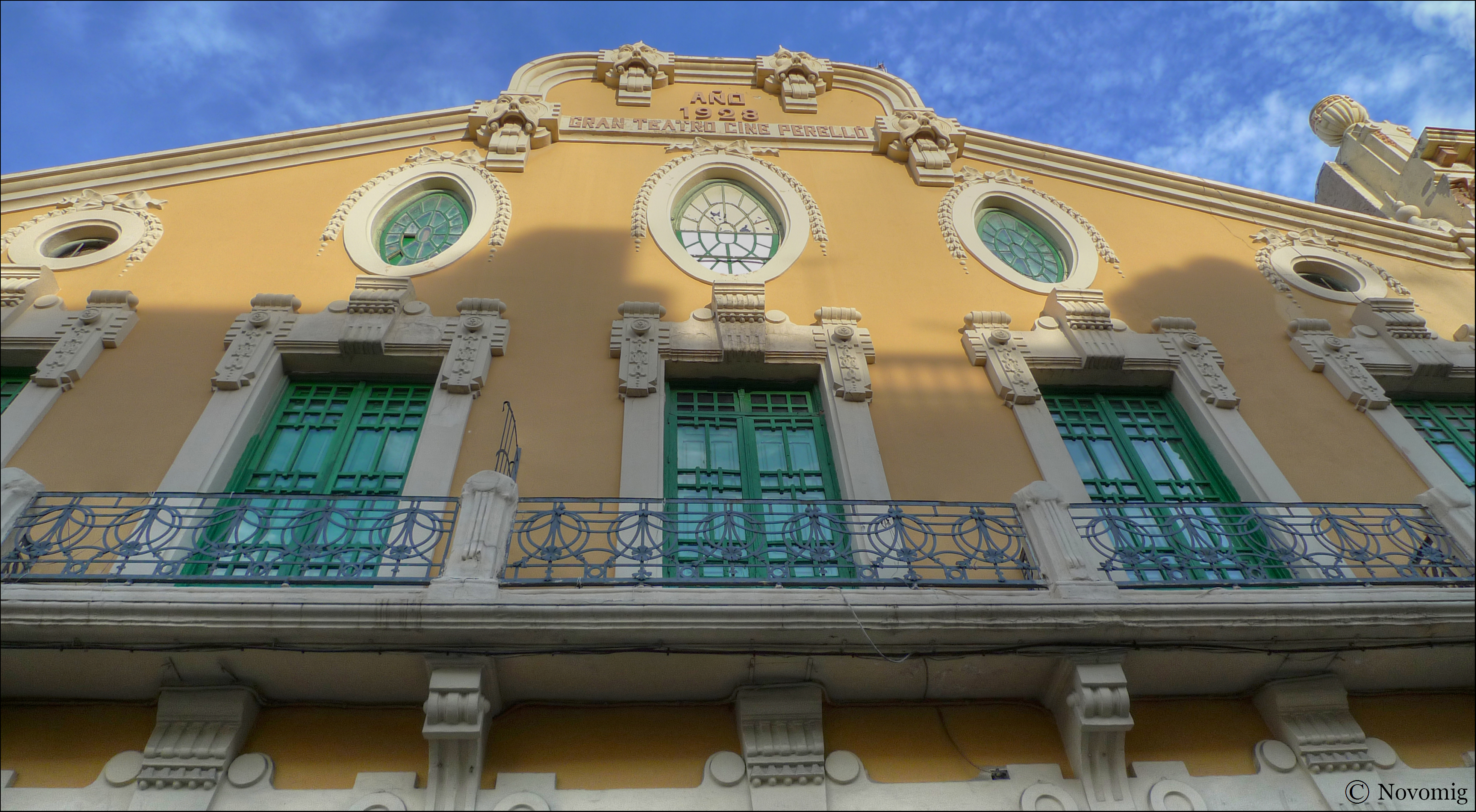
Vista del Teatro-Cine Perelló

El Festival se desarrolla en distintos puntos de Melilla. Las oficinas de la organización están situadas en el Teatro Kursaal, y están abiertas todo el año: los responsables del Festival se dedican los doce meses del año a la organización de la siguiente edición. Las proyecciones tienen lugar en distintos escenarios:
- Teatro Kursaal

En el teatro se proyectan las películas de la Sección Oficial y se celebran las galas de inauguración, clausura y entrega de premios. 
- Teatro-Cine Perelló

El más antiguo teatro de la ciudad, acoge ciertas proyecciones del Festival.